# بارتلوميج دراجوسكي
بارتلوميج دراجوسكي (مواليد 19 أغسطس 1997) هو لاعب كرة قدم بولندي يلعب كحارس مرمى في نادي فيورنتينا.

## روابط خارجية
- بارتلوميج دراجوسكي على موقع الاتحاد الأوربي (الإنجليزية)
- بارتلوميج دراجوسكي على موقع قاعدة بيانات كرة القدم.إي يو (الإنجليزية)
- بارتلوميج دراجوسكي على موقع ناشيونال فوتبول تيمز (الإنجليزية)
- بارتلوميج دراجوسكي على موقع Soccerbase.com (لاعب) (الإنجليزية)
- بارتلوميج دراجوسكي على موقع Soccerway.com (الإنجليزية)
- بارتلوميج دراجوسكي على موقع عالم كرة القدم.نت (الإنجليزية)